# 조각

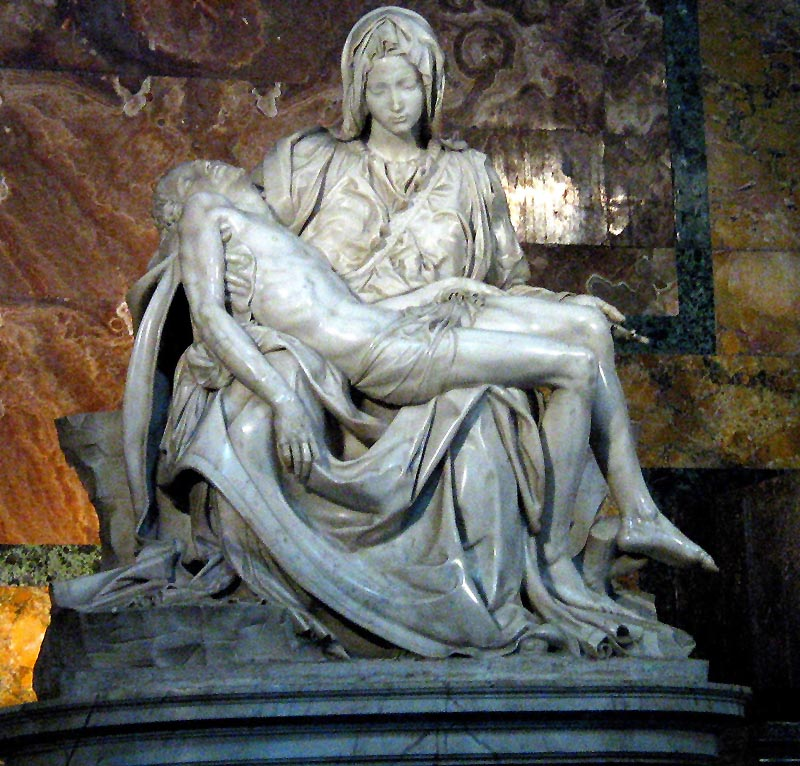
미켈란젤로의 피에타

조각(彫刻, 영어: sculpture)은 미술 감상을 목적으로, 다양한 소재를 이용해 만들어진 입체 작품을 의미한다. (전술한 바를 '조소(彫塑)'라고 하여, 이것을 다시 '조각'과 '소조(塑造)'로 나누는 용법도 있다. 이때 소재를 깎는 방법으로 조형해 나가는 것을 '조각', 소재를 붙여가는 방법으로 조형하는 것을 '소조'라고 하게 된다.)
일반적으로 감상을 목적으로 만들어진 것이며, 생활 용구로 사용되는 공예품이나 도예품 등 실용성 있는 것들은 제외된다.
조각에 쓰이는 소재는 돌, 나무, 흙(점토, 테라코타), 섬유, 종이, 얼음과 같은 자연물에서부터 석고, 금속(철, 구리 등), 수지(합성수지), 유리, 납 등 인공물을 포함, 여러 재료를 함께 조합하는 작품도 많다.
제작 수법도 조각을 기본으로 하여, 깎고, 붙이고, 용접하고, 부수는 등 여러가지이고 특정 수법으로 치우치는 견해는 없다.

## 조소, 조각의 뜻
조소(彫塑)의 ‘조(彫)’는 사물을 새긴다는 뜻으로 끌이나 작은 칼(창칼)이나 끌(鑿) 등을 사용하여, 재료의 외측(外側)에서 새기거나, 깎거나(carving) 하며 사물의 형을 만들어냄을 말한다. 이와 같은 제작과정을 거쳐서 만들어진 것을 조각이라 하고 그것들의 상(像)을 조상(彫像)이라고 한다. 조소의 ‘소(塑)’는 원래 중국의 ‘연’자가 갖는 의미로서, 물을 가하여서 흙을 부드럽게 하는 것에서 변화한 것이라고 한다. 즉 반죽한 흙을 쌓아 올려서(modering) 형을 만들어 내는 것이다. 이러한 가소재(可塑材)를 만들어서 제작하는 것을 조소라 하고 만들어진 상을 조상이라 한다. 이상 2개의 말의 머릿글자를 조합시킨 입체조형(立體造形)을 총칭하여 조소로 불러왔는데 오늘날에는 새로운 재료의 개발이나, 그것들을 사용하여 사물의 형을 만드는 기술도 단순히 자의적(字義的)인 해석으로 분류하거나 뜻을 붙이거나 하는 것이 곤란하게 되었다. 널리 입체조형이라 해석하여 ‘조각(彫刻 sculpture)’이란 말로 오늘날 일반적으로 쓰게 되었다. 즉, 재료나 그것을 형성하는 기술 등으로 분류하거나 이름 붙이기가 곤란하게 된 것이다.

## 예술로서의 본질
조각은 다른 조형예술 중에서도 일반적으로 친숙하기 힘든 것으로 알려졌다. 이는 색채가 없고 대상이 인체일 경우가 많으며 제재(題材)에 있어서 회화만큼 변화가 없고 또한 회화만큼 사물을 설명하고 있지 않다는 것 등 때문이다. 입체인 자연물의 재현으로서는 조각이 되지 않는다. 실존의 형체가 진짜 예술작품으로 높여지기 위하여서는 필연적으로 양식화·추상화가 이루어져야 한다. 조각예술의 조상(造像)은 입체(二次元)로서의 엄숙함을 다른 재료로 이입표현(移入表現)하는 것인데, 그 재료가 갖는 입체에 생명감을 주는 것은 물리적인 입체나 재현적(再現的)인 양괴(量塊)는 아니고 작자의 심상을 소재에도 이행시키는 기술과 조형적인 소질과의 사이에서 생기는 생명감의 표현행위이다. 그 행위(表現活動) 중에는 입체를 구축(構築)하는 면이나 능선이 상호간에 서로 작용하여 균형감이나 동세감(動勢感)을 만들고, 양괴 전체에 여러 가지 에너지를 내포하는 어떠한 종류의 긴장감을 실감케 하는 것이다.

## 조각예술의 의의
이미 조각이 우상(偶像)이나 건축장식 등과의 깊은 종속관계에서 벗어나 양괴나 공간을 실감하는 입체조형으로서의 자율성에 대해 오늘날만큼 명확하게 인식된 적은 없었다.
14세기 이탈리아 르네상스 시대에는 각 예술의 본질적인 성격에 대하여 논쟁을 반복한 기록이 남아 있다. 레오나르도 다빈치의 회화론 에서도 회화와 조각을 비교하여 그 장단점을 논술하고 있다. 그 대의를 보면 “화가는 자연이나 원근법이나 명암법의 도움에 의하여 대단히 곤란한 화면에 공간을 표현할 수가 있으나 조각가는 색채의 변화나 성질을 변화시킬 수가 없다.
그림자(影)와 빛(光)의 문제는 조각에 있어서도 회화에 있어서도 중요하지만, 회화는 언제나 그 그림자와 빛을 자기자신이 지니고 있다. 조각은 투명한 물체를 표현할 수가 없다.
또한 빛이나 반영하는 형, 빛나는 물체, 구름이나 어두움, 자연의 변화무쌍한 현상의 효과를 낼 수가 없다.
조각가는 매우 노동적이고 비과학적이다. 그러나 회화는 보다 정신적이다” 이라고 기술하고 있다. 이에 반하여 벤베누토 첼리니(Benbenuto Cellini, 1500-1571, 이탈리아)는 조각가답게 다빈치의 말에 반론하고 있다.
그 대의는 “조각은 데생에 기초를 두는 다른 모든 예술 중에서 가장 위대하다. 그 이유는 8배나 많이 바라볼 수 있는 장소를 가지고 있기 때문이다. 더욱이 그 저마다가 똑같이 아름답게 만들어지지 않으면 안 된다. 회화는 샘에 비친 영상(映像)에 불과하다”라고 진술하고 있다.
이들 논쟁에 대하여 미켈란젤로(1475-1564)는 다음과 같이 말하고 있다. “같은 목적을 가진 것은 마찬가지이다. 작업의 엄격함이나 분량 등에 의하여 생기는 상위(相違)를 빼고서는 조각과 회화 사이에 아무런 가치의 차이는 없다.”
이렇듯 가벼운 논평에서 미켈란젤로가 위대한 조각가였음과 동시에 화가였음을 알 수 있다.
오늘날 회화는 구상·추상 중 어느 표현형식을 취하건 간에 이미지(心象)의 가상(假象)임에는 틀림없다. 이에 반하여 조각은 실존하는 공간 속에 존재하는 물체로서 자립하는 양괴이며 소재와 기술과 용구(用具)가 공존하는 바탕에서 조각가의 이미지가 구체화 된다.
한편 미술사를 보면 조각이라는 작업이 거의 인체라는 하나의 테마에 바쳐졌음을 알 수 있다(선사시대에는 동물이나 기호가 線彫된 것이 많지만). 인간이 자연과 싸우고 인간의 생과 사의 부조리(不條理)를 생각하게끔 되었다고 간주되는 시대가 되면서, 불변의 구상물로 보일 수 있는 소재에 인체를 파넣고 거기에 어떠한 종류의 의미를 표시하게 되었다고 생각된다.
구체적으로 삼차원적 이미지를 만들어내기 위해서 고체의 견고함과 감촉 중량 등과 복잡한 창작수속이나 기술적인 저항은 도리어 조각 자체가 갖는 요소이고 숙명이어서 그 사실이 다른 예술과의 상이점이라 할 수 있다.

## 조각의 분류
20세기 초엽까지 즉 유럽에서 입체파(立體派) 운동이 시작되기 이전까지는 이른바 입체를 형성하는 소재에 따라서 돌을 사용하면 석조(石彫), 나무를 사용하면 목조(木彫), 찰흙으로 원형(原形)을 만들면 소상이라는 명칭을 붙일 수가 있었다. 그러나 오늘날에는 과학기술의 발전과 더불어 소재에 대한 새로운 재질감과 현대의 복잡한 인간 정서가 교차하여, 조소 표현도 단순히 구상적인 표현에만 한정되지 않게 되었다. 새로운 소재의 개발은 단순히 과거 덩어리로서의 입체감 뿐 아니라 질적인 의미가 더해져 입제척인 양감을 넘어 연구되기에 이르렀다. 충실된 덩어리(塊, mass)가 투명한 질로 해방되어 종래의 조형구성의 상식을 넘어서 유동(流動)과 소멸(消滅), 무한(無限)과 연속 등 지난 날 생각할 수 없었던 세계로 사고의 촉수를 뻗치게끔 되었다. 이러한 발전 속에서 단순히 조소를 분류한다는 것은 불가능다고 할 수 있다. 그러나 편의상 대별(大別)을 시도하여 보면 다음과 같다.

### 조소적인 수단에 의한 것
(모델링) 브론즈상(像)·테라코타상(terracotta像)·도상(陶像)·건칠상(乾漆像)·시멘트조상(sement 彫像)

### 조각적인 수단에 의한 것
(카빙 Carving) 목조상(木彫像)·석조상(石彫像)

### 구조적인 수단에 의한 것
(오거나이즈·organize) 금속조각(金屬彫刻)·수지조각(樹脂彫刻)·글라스조각(glass彫刻)·군적조각(群的彫刻)

## 조각 제작의 아틀리에
일반적으로 조각 제작에 빠뜨릴 수 없는 것은 광선이다. 즉 화실(아틀리에)내의 광선의 이동이 심한 곳이나 통풍이 너무 잘 되는 곳 등은 조소 제작에 적합하다고는 할 수 없다. 조소 제작은 특히 광선에 의한 명암의 톤을 대상에서 엄격하게 관찰하여, 면의 방향이나 형을 정확하게 파악하지 않으면 안 된다. 그러기 위해서도 비교적 변화가 적은 장소를 선택하도록 주의하는 것이다. 이상은 특히 구상적인 형을 만들 경우에 주의할 사항이다. 모든 인간의 노작(勞作)은 필요에서 생긴다. 예술본능도 또한 필요한 노작을 통해 부가되고 고조된다. 우리 근처에 있는 용재(用材)는 어느 시대에나 예술가의 창조적 본능을 자극했다. 근년 조각 소재의 개발과 과학기술의 진보는 제작 그 자체에 커다란 변화를 가져왔고, 제작자의 태도도 실험적인 태도로 이행하여 온 느낌이다. 아틀리에의 구조와 분위기도 많이 변했다. 극단적인 예로는 아틀리에는 실험화실(實驗畵室)로 또는 공장, 철공장 비슷한 곳으로 변하기도 했다. 그래서 산소용접기, 절단기, 해머(hammer) 등이 비치되어 있기도 하다.

## 같이 보기
- 목각
- 인체 소묘
- 나체 미술